# Безобразов, Владимир Павлович
Владимир Павлович Безобразов (3 [15] января 1828, Владимир — 29 августа [10 сентября] 1889, Носково, Дмитровский уезд, Московская губерния) — русский экономист, статистик, публицист, редактор, педагог, преподаватель политической экономии и финансового права. Академик Санкт-Петербургской академии наук. Тайный советник.

## Биография
Родился 3 (15) января 1828 года во Владимире на Клязьме. Его отец, Павел Николаевич Безобразов (1787—?) — представитель древнего дворянского рода Безобразовых, бывший впоследствии управляющим удельной конторой в Москве, был женат на дочери П. М. Полторацкого, Елизавете.
После начальной домашней подготовки учился в Московском дворянском институте, откуда он был переведён за отличие в Императорский Царскосельский лицей, который и окончил в 1847 году, после его переименования в Александровский лицей, с серебряной медалью.
Поступил на службу в государственную канцелярию 16 сентября 1847 года; 8 ноября 1849 года перешёл старшим помощником столоначальника в Департамент разных податей и сборов Министерства финансов. Директор этого департамента Дмитрий Николаевич Маслов, когда-то учившийся в царскосельском лицее — в пушкинском выпуске, дал ему место своего секретаря (23.11.1850), потом начальника отделения (15.11.1852); 5 сентября того же года В. П. Безобразов женился на его дочери Елизавете.
Вышел в отставку 25 апреля 1854 года, но уже 16 мая вновь поступил на службу — в Министерство государственных имуществ; 15 мая 1855 года был назначен исправлять должность начальника отделения в канцелярии министра, а 6 января 1857 года был уволен от этой должности, с причислением к министерству. В апреле 1858 года ему поручена была редакция журнала этого министерства, а в следующем году он вошёл в состав образованной при Министерстве финансов комиссии о земских банках и об улучшении системы податей и сборов.
С 3 апреля 1860 года он был переведён в число чиновников Военное ведомства для усиления Санкт-Петербургской провиантской дистанции, а 22 апреля 1860 года назначен чиновником особых поручений при Министерстве финансов, с оставлением в провиантском ведомстве, где продолжал служить до 25 мая 1862 года, причём с 22 сентября 1860 года он занимал пост помощника обер-провиантмейстера Санкт-Петербургской и Псковской губерний.
Во времена подготовки реформ 1860-х годов он стал одним из организаторов Политико-экономического комитета Императорского Русского географического общества; 17 апреля 1863 года он получил чин действительного статского советника, а 6 марта 1864 года был назначен, с оставлением в должности чиновника для особых поручений, членом Совета министра финансов, которым был до 1885 года. Как выдающийся экономист-статистик, он неоднократно посылался в командировки для обследования и изучения на месте различных экономических вопросов. В декабре 1864 года академия наук избрала его адъюнктом по статистике. За труды по Русскому географическому обществу, 26 марта 1865 года Безобразов получил орден Св. Владимира 3-й степени. Экстраординарный академик — с 4 августа 1867 года. В этом же году награждён орденом Св. Станислава 1-й степени.
В 1868 году В. П. Безобразов был избран московским губернским гласным и тогда же приглашён преподавателем политической экономии и финансового права в Александровский лицей, где читал лекции до 1878 года четыре раза в неделю. В 1870 году он преподавал те же предметы великим князьям Алексею Александровичу и Николаю Константиновичу, а в 1876 году — Сергею Александровичу и Константину Константиновичу. Был произведён 21 декабря 1874 года в тайные советники, в 1877 году получил за труды бриллиантовый перстень.
В 1873 году он был среди одиннадцати учёных-специалистов по международному праву, основавших на учредительной конференции в Генте Институт международного права.
С 1 января 1885 года — сенатор.

Вся административная и профессорская деятельность Б. была посвящена научным вопросам; всю жизнь свою он отдавал науке, но не отвлеченным её теориям, не умозрительным системам, а практическому применению к жизни общественной и государственной. Его литературные и публицистические труды проникнуты глубоким уважением к науке, и это уважение он старался внушить своим читателям. Трудолюбие его было изумительно. Несмотря на постоянные канцелярские работы, требовавшие продолжительных и разносторонних изысканий, на частые отлучки из Петербурга по делам службы, на участие во многих комиссиях и комитетах, начиная с 1854 года, когда появились первые статьи его в «Журнале минист. внутренних дел» и до половины 1889 года, когда его постигла неожиданная кончина, не проходило ни одного года, в который не появилось бы отдельное сочинение Б. или журнальная статья, относящаяся к вопросу, интересующему науку и общество… Тип не только русского, но европейского публициста, Б. отличался общительностью, простотой, веселостью, симпатичным обращением, не чуждался светских увеселений и увлечений; он устроил так называемые «экономические обеды», на которые раз в месяц собирались общественные и государственные деятели толковать о вопросах финансовой политики. В общем строе своего миросозерцания Б. всю жизнь оставался верен прогрессивным убеждениям несмотря на частые колебания в нашей политической атмосфере.
— «Энциклопедический словарь Брокгауза и Ефрона»
Был присутствующим в департаменте Герольдии. Скоропостижно и неожиданно скончался от гангрены 29 августа (10 сентября) 1889 года в своем имении, в Дмитровском уезде Московской губернии. Погребён в Дмитровском Борисоглебском монастыре.
В 1918 году дочь Мария Владимировна начала публикацию страниц из его дневника: Дневник академика В. Н. Безобразова // Русская старина. — СПб.: Печатня В. И. Головина, 1918. — Т. CLXXIII, вып. 1-2. — С. 21—25..

## Награды
- орден Св. Владимира 3-й ст. (1865)
- орден Св. Станислава 1-й ст. (1867)
- орден Св. Анны 1-й ст. (1871)
- орден Св. Владимира 2-й ст. (1878)
- орден Белого орла (1882)
- орден Св. Александра Невского (1889)

## Семья
Жена (с 5 сентября 1852 года) — Елизавета Дмитриевна (1834 (по другим сведениям 1836) — 1881; урожденная Маслова), публицистка, детская писательница. Владея французским, английским и итальянским языками, публиковала в зарубежной периодике статьи по вопросам экономики и литературы, фельетоны о столичной жизни, обзоры новинок и т. д., отличавшиеся точностью сведений и самостоятельностью авторских суждений. Их дети:
- Ольга (19.08.1855—?)
- Мария (1857—1914) — философ, историограф, педагог, журналист и деятель женского движения.
- Георгий (27.10.1857—?)
- Павел (1859—1918) — историк, учёный-византинист, публицист, прозаик, переводчик.
- Ольга (20.11.1860—?)
- Дмитрий (1862 — после 1917) — управляющий Тифлисской конторой Государственного банка, камергер.